# Postulatul lui Bertrand
Postulatul lui Bertrand, numit și teorema lui Cebîșev, susține că, între un număr natural și dublul său, întotdeauna există cel puțin un număr prim.
Cu alte cuvinte, dacă {\displaystyle n\in \mathbb {N} ^{*}\setminus \{1\},\!} atunci există cel puțin un număr prim p astfel încât:
{\displaystyle n<p<2n.\!}
Propoziția a fost formulată de Bertrand în 1845 și a fost demonstrată doar pentru numerele din intervalul {\displaystyle [2;\;3\times 10^{6}].\!}
A fost demonstrată în 1850 de Cebîșev care a folosit formula lui Stirling.
Utilizând funcția gamma, Ramanujan a dat o demonstrație mai simplă, pentru ca, în 1932, Paul Erdős să formuleze o demonstrație și mai simplă cu ajutorul funcției lui Cebîșev.